# Saint-Valbert
Saint-Valbert is een plaats en voormalige gemeente in het Franse departement Haute-Saône (regio Bourgogne-Franche-Comté) en telt 231 inwoners (2011). De plaats maakt deel uit van het arrondissement Lure. Saint-Valbert is op 1 januari 2019 gefuseerd met de gemeente Fougerolles tot de gemeente Fougerolles-Saint-Valbert. 

## Geschiedenis
Volgens de legende verbleef de monnik Valbert hier twee jaar als heremiet in een grot voor hij tot abt van de abdij van Colomban werd gekozen. Deze grot met een bron bestaat nog. 
Saint-Valbert was een dorp van landbouwers en bosbouwers, maar had ook verschillende steengroeven. Het dorp kreeg maar in 1855 een kerk die een oudere kapel verving. De kerk werd gerestaureerd tussen 2016 en 2018. Naast de kerk staat een 19e-eeuwse overdekte wasplaats die tot in de jaren 1960 in gebruik bleef. 
In 2014 keurde de gemeenteraad de fusie met Fougerolles goed.

## Geografie
De oppervlakte van Saint-Valbert bedraagt 3,9 km², de bevolkingsdichtheid is 59,1 inwoners per km².
De onderstaande kaart toont de ligging van Saint-Valbert met de belangrijkste infrastructuur en aangrenzende gemeenten.

## Demografie
Onderstaande figuur toont het verloop van het inwonertal (bron: INSEE-tellingen).